# Condado de Crawford (Wisconsin)
El condado de Crawford (en inglés: Crawford County), fundado en 1818, es uno de 72 condados del estado estadounidense de Wisconsin. En el año 2000, el condado tenía una población de 17,243 habitantes y una densidad poblacional de 12 personas por km². La sede del condado es Prairie du Chien.

## Geografía
Según la Oficina del Censo, el condado tiene un área total de 1,552 km², de la cual 1,483 km² es tierra y 69 km² (4.43%) es agua.

### Condados adyacentes
- Condado de Vernon (norte)
- Condado de Richland (este)
- Condado de Grant (sur)
- Condado de Clayton, Iowa (suroeste)
- Condado de Allamakee, Iowa (oeste)

## Demografía
En el censo de 2000, había 17,243 personas, 6,677 hogares y 4,613 familias residiendo en el condado. La densidad poblacional era de 12 personas por km². En el 2000 había 8,480 unidades habitacionales en una densidad de 6 por km². La demografía del condado era de 97.31% blancos, 1,35% afroamericanos, 0.21% amerindios, 0.17% asiáticos, 0.01% isleños del Pacífico, 0.26% de otras razas y 0.68% de dos o más razas. 0.75% de la población era de origen hispano o latino de cualquier raza.

## Localidades
- Bell Center
- Bridgeport
- Clayton
- Eastman (pueblo)
- Eastman
- Ferryville
- Freeman
- Gays Mills
- Haney
- Lynxville
- Marietta
- Mount Sterling
- Prairie du Chien (pueblo)
- Prairie du Chien
- Scott
- Seneca
- Soldiers Grove
- Steuben
- Utica
- Wauzeka (pueblo)
- Wauzeka

### Áreas no incorporadas
- Barnum
- Fairview
- Petersburg
- Rising Sun
- Rolling Ground